# Championnat du monde de vitesse moto 1979
Navigation
Édition précédente Édition suivante
Le Championnat du monde de vitesse moto 1979 est la 30e saison de vitesse moto organisée par la FIM.

Ce championnat comporte treize courses de Grand Prix, pour cinq catégories : 500 cm3, 350 cm3, 250 cm3, 125 cm3 et 50 cm3.

## Attribution des points
Les points du championnat sont attribués aux dix premiers de chaque course :
| Classement | 1  | 2  | 3  | 4 | 5 | 6 | 7 | 8 | 9 | 10 |
| ---------- | -- | -- | -- | - | - | - | - | - | - | -- |
| Points     | 15 | 12 | 10 | 8 | 6 | 5 | 4 | 3 | 2 | 1  |

## Grands Prix de la saison
| N° | Course                            | Lieu           | Vainqueur 50 cm³  | Vainqueur 125 cm³  | Vainqueur 250 cm³ | Vainqueur 350 cm³ | Vainqueur 500 cm³ | Résultat |
| -- | --------------------------------- | -------------- | ----------------- | ------------------ | ----------------- | ----------------- | ----------------- | -------- |
| 1  | Grand Prix du Venezuela           | San Carlos     |                   | Angel Nieto        | Walter Villa      | Carlos Lavado     | Barry Sheene      | Résultat |
| 2  | Grand Prix d'Autriche             | Salzburgring   |                   | Angel Nieto        |                   | Kork Ballington   | Kenny Roberts     | Résultat |
| 3  | Grand Prix d'Allemagne de l'Ouest | Hockenheimring | Gerhard Waibel    | Angel Nieto        | Kork Ballington   | Jon Ekerold       | Wil Hartog        | Résultat |
| 4  | Grand Prix des Nations            | Imola          | Eugenio Lazzarini | Angel Nieto        | Kork Ballington   | Gregg Hansford    | Kenny Roberts     | Résultat |
| 5  | Grand Prix d'Espagne              | Jarama         | Eugenio Lazzarini | Angel Nieto        | Kork Ballington   | Kork Ballington   | Kenny Roberts     | Résultat |
| 6  | Grand Prix de Yougoslavie         | Opatija        | Eugenio Lazzarini | Angel Nieto        | Graziano Rossi    | Kork Ballington   | Kenny Roberts     | Résultat |
| 7  | Grand Prix des Pays-Bas           | Assen          | Eugenio Lazzarini | Angel Nieto        | Graziano Rossi    | Gregg Hansford    | Virginio Ferrari  | Résultat |
| 8  | Grand Prix de Belgique            | Spa            | Henk van Kessel   | Barry Smith        | Edi Stoellinger   |                   | Dennis Ireland    | Résultat |
| 9  | Grand Prix de Suède               | Karlskoga      |                   | Pier Paolo Bianchi | Graziano Rossi    |                   | Barry Sheene      | Résultat |
| 10 | Grand Prix de Finlande            | Imatra         |                   | Ricardo Tormo      | Kork Ballington   | Gregg Hansford    | Boet van Dulmen   | Résultat |
| 11 | Grand Prix de Grande-Bretagne     | Silverstone    |                   | Angel Nieto        | Kork Ballington   | Kork Ballington   | Kenny Roberts     | Résultat |
| 12 | Grand Prix de Tchécoslovaquie     | Brno           |                   | Guy Bertin         | Kork Ballington   | Kork Ballington   |                   | Résultat |
| 13 | Grand Prix de France              | Le Mans        | Eugenio Lazzarini | Guy Bertin         | Kork Ballington   | Patrick Fernandez | Barry Sheene      | Résultat |

## Résultats de la saison

### Championnat 1979 catégorie 500 cm³
| Clas. | Pilote           | N° | Pays        | Constructeur | Points | Victoires |
| ----- | ---------------- | -- | ----------- | ------------ | ------ | --------- |
| 1     | Kenny Roberts    | 1  | États-Unis  | Yamaha       | 113    | 5         |
| 2     | Virginio Ferrari | 11 | Italie      | Suzuki       | 89     | 1         |
| 3     | Barry Sheene     | 7  | Royaume-Uni | Suzuki       | 87     | 3         |
| 4     | Wil Hartog       | 4  | Pays-Bas    | Suzuki       | 66     | 1         |
| 5     | Franco Uncini    |    | Italie      | Suzuki       | 51     | 0         |
| 6     | Boet van Dulmen  | 13 | Pays-Bas    | Suzuki       | 50     | 1         |
| 7     | Jack Middelburg  |    | Pays-Bas    | Suzuki       | 42     | 0         |
| 8     | Randy Mamola     |    | États-Unis  | Suzuki       | 29     | 0         |
| 9     | Philippe Coulon  | 21 | Suisse      | Suzuki       | 29     | 0         |
| 10    | Tom Herron       |    | Royaume-Uni | Yamaha       | 28     | 0         |

### Championnat 1979 catégorie 350 cm³
| Clas. | Pilote            | N° | Pays                 | Constructeur | Points | Victoires |
| ----- | ----------------- | -- | -------------------- | ------------ | ------ | --------- |
| 1     | Kork Ballington   | 1  | Afrique du Sud       | Kawasaki     | 99     | 5         |
| 2     | Patrick Fernandez |    | France               | Yamaha       | 90     | 1         |
| 3     | Gregg Hansford    | 3  | Australie            | Kawasaki     | 77     | 3         |
| 4     | Anton Mang        | 16 | Allemagne de l'Ouest | Kawasaki     | 64     | 0         |
| 5     | Michel Frutschi   |    | Suisse               | Yamaha       | 47     | 0         |
| 6     | Michel Rougerie   | 6  | France               | Yamaha       | 47     | 0         |
| 7     | Roland Freymond   | 27 | Suisse               | Yamaha       | 40     | 0         |
| 8     | Jon Ekerold       | 4  | Afrique du Sud       | Yamaha       | 34     | 1         |
| 9     | Sadao Asami       |    | Japon                | Yamaha       | 27     | 0         |
| 10    | Jeff Sayle        |    | Australie            | Yamaha       | 24     | 0         |

### Championnat 1979 catégorie 250 cm³
| Clas. | Pilote              | N° | Pays                 | Constructeur | Points | Victoires |
| ----- | ------------------- | -- | -------------------- | ------------ | ------ | --------- |
| 1     | Kork Ballington     | 1  | Afrique du Sud       | Kawasaki     | 141    | 7         |
| 2     | Gregg Hansford      | 2  | Australie            | Kawasaki     | 81     | 0         |
| 3     | Graziano Rossi      |    | Italie               | Morbidelli   | 67     | 3         |
| 4     | Randy Mamola        |    | États-Unis           | Yamaha       | 64     | 0         |
| 5     | Patrick Fernandez   | 3  | France               | Yamaha       | 63     | 0         |
| 6     | Anton Mang          | 5  | Allemagne de l'Ouest | Kawasaki     | 56     | 0         |
| 7     | Walter Villa        | 16 | Italie               | Yamaha       | 39     | 1         |
| 8     | Jean-François Baldé | 13 | France               | Kawasaki     | 29     | 0         |
| 9     | Edi Stöllinger      |    | Autriche             | Kawasaki     | 28     | 1         |
| 10    | Roland Freymond     | 22 | Suisse               | Yamaha       | 22     | 0         |

### Championnat 1979 catégorie 125 cm³
| Clas. | Pilote              | N° | Pays                 | Constructeur | Points | Victoires |
| ----- | ------------------- | -- | -------------------- | ------------ | ------ | --------- |
| 1     | Angel Nieto         | 2  | Espagne              | Minarelli    | 120    | 8         |
| 2     | Maurizio Massimiani | 6  | Italie               | MBA          | 53     | 0         |
| 3     | Hans Müller         | 7  | Suisse               | MBA          | 50     | 0         |
| 4     | Thierry Espié       | 5  | France               | Motobécane   | 48     | 0         |
| 5     | Gert Bender         |    | Allemagne de l'Ouest | GB Bender    | 47     | 0         |
| 6     | Guy Bertin          |    | France               | Motobécane   | 40     | 2         |
| 7     | Ricardo Tormo       | 8  | Espagne              | Bultaco      | 39     | 1         |
| 8     | Harald Bartol       | 4  | Autriche             | Morbidelli   | 36     | 0         |
| 9     | Bruno Kneubühler    |    | Suisse               | MBA          | 36     | 0         |
| 10    | Pier Paolo Bianchi  | 3  | Italie               | Minarelli    | 35     | 1         |

### Championnat 1979 catégorie 50 cm³
| Clas. | Pilote              | N° | Pays                 | Constructeur | Points | Victoires |
| ----- | ------------------- | -- | -------------------- | ------------ | ------ | --------- |
| 1     | Eugenio Lazzarini   | 2  | Italie               | Kreidler     | 75     | 5         |
| 2     | Rolf Blatter        | 5  | Suisse               | Kreidler     | 62     | 0         |
| 3     | Patrick Plisson     | 3  | France               | ABF          | 32     | 0         |
| 4     | Gerhard Waibel      |    | Allemagne de l'Ouest | Kreidler     | 31     | 1         |
| 5     | Peter Looijensteijn | 8  | Pays-Bas             | Kreidler     | 30     | 0         |
| 6     | Hagen Klein         | 17 | Allemagne de l'Ouest | Kreidler     | 26     | 0         |
| 7     | Henk van Kessel     | 12 | Pays-Bas             | Kreidler     | 23     | 1         |
| 8     | Jacques Hutteau     |    | France               | Kreidler     | 27     | 0         |
| 9     | Ingo Emmerich       |    | Allemagne de l'Ouest | Kreidler     | 8      | 0         |
| 10    | Stefan Dörflinger   |    | Suisse               | Kreidler     | 6      | 0         |